# شارلوته دين
شارلوته دين (بالإنجليزية: Charlotte Dean)‏ هي رسامة توضيحية أمريكية، ولدت في 29 سبتمبر 1982 في كاليفورنيا في الولايات المتحدة.

## وصلات خارجية
- الموقع الرسمي